# Mirabilia Urbis (Mazara del Vallo)
Mirabilia Urbis è un museo comunale della città di Mazara del Vallo, ospitato nella sconsacrata chiesa di San Bartolomeo.

## Il museo
Il museo ospita i reperti rinvenuti nel sito archeologico di Roccazzo, oltre a vari reperti sparsi rinvenuti nel territorio comunale. Tra i reperti rinvenuti a Roccazzo, numerosi sono quelli della cosiddetta "tomba dello Sciamano": una collana, diversi reperti dell'industria litica, cilindretti di ocra rossa, ciotole e contenitori vari.
Altri reperti includono esemplari di ceramica corinzia, come ariballi e uno skyphos; e ceramica attica, come lucerne e lekythoi del V secolo a.C..
Il museo è stato temporaneamente chiuso il 30 giugno 2011, a seguito della caduta di intonaco dal soffitto.

## La chiesa
La chiesa di San Bartolomeo era originariamente (1319 circa) situata presso l'ipogeo di San Bartolomeo, in località Miragliano, sulla sponda destra del fiume Mazaro. Nel luglio del 1431, i confrati costruirono una chiesa dentro la città, tra la chiesa di Maria Santissima Annunziata (oggi nota come chiesa del Carmine) ed il convento dei Padri Carmelitani. Fu solo nel maggio 1601 che l'allora vescovo Luciano De Rubeis fece posare la prima pietra dell'attuale chiesa, nel centro storico, nell'allora piano dei Sansoni.
Il portone d'ingresso è incorniciato con modanature in tufo, ed è sovrastato da una finestra tripartita da colonnine. A conclusione del prospetto è visibile una fascia in pietra con metope e triglifi, al di sopra del quale è presente un piccolo frontone triangolare liscio, leggermente arretrato. Sulla destra è presente un piccolo campanile a vela.
L'interno della chiesa, a pianta basilicale a tre navate, ha archi a tutto sesto sostenuti da pilastri in tufo. La navata centrale è coperta da una volta a botte.
Al di sotto del pavimento della chiesa esistono diverse cripte, in passato destinate alcune alle famiglie nobili della città, altre alla sepoltura pubblica.